# Jane Naana Opoku-Agyemang
Pour les articles homonymes, voir Opoku et Agyemang.
Jane Naana Opoku Agyemang, née Sam le 22 novembre 1951 à Cape Coast (région du Centre), est une femme d'État ghanéenne, vice-présidente de la république du Ghana depuis le 7 janvier 2025.

## Biographie
Née en 1951, Jane Naana Opoku-Agyemang est professeur à l'université de Cape Coast à partir de 1986. Elle occupe divers postes universitaires, notamment ceux de chef du département d'anglais, doyen de la faculté des arts, directeur de la salle Adehye, directeur du Valco Trust Fund Post-Graduate Hostel et doyen de la School of Graduate Studies and Research. À partir de 1997, elle occupe le poste de directrice académique de l'École de formation internationale en histoire et cultures de la diaspora africaine. Ancienne vice-Chancelière de l'université de Cape Coast, au Ghana, elle est la première femme vice-chancelier d'une université publique au Ghana. Elle est également membre de l'Académie ghanéenne des arts et des sciences.
Elle est nommée ministre de l'Éducation en 2013 par le président John Mahama après l'élection présidentielle de 2012 et le reste jusqu'en janvier 2017. Elle est membre du  parti du Congrès démocratique national,,.
Choisie comme colistière par John Mahama pour l'élection présidentielle du 7 décembre 2024, elle est élue vice-présidente et entre en fonction le 7 janvier 2025, devenant la première femme à exercer cette fonction.

## Principales publications
- Opoku-Agyemang, N. J., Lovejoy, P. E., Trotman, D. V. (eds), Africa and its Diasporas: History, Memory and Literary Manifestations, Trenton, New Jersey, USA: Africa World Press, 2008.
- Where There is No Silence: Articulations of Resistance to Enslavement, Accra: Page Link Publishers, 2008.
- Anquandah, J., Opoku-Agyemang, N.J., and Doormont, M. (eds), The Trans-Atlantic Slave Trade: Landmarks, Legacies, Expectations, Accra: Sub-Saharan Publishers, 2007, p. 210–224.

## liens externes
- Notices d'autorité :   - VIAF
  - ISNI
  - BnF (données)
  - IdRef
  - LCCN
  - Pays-Bas
  - WorldCat